# Tunis

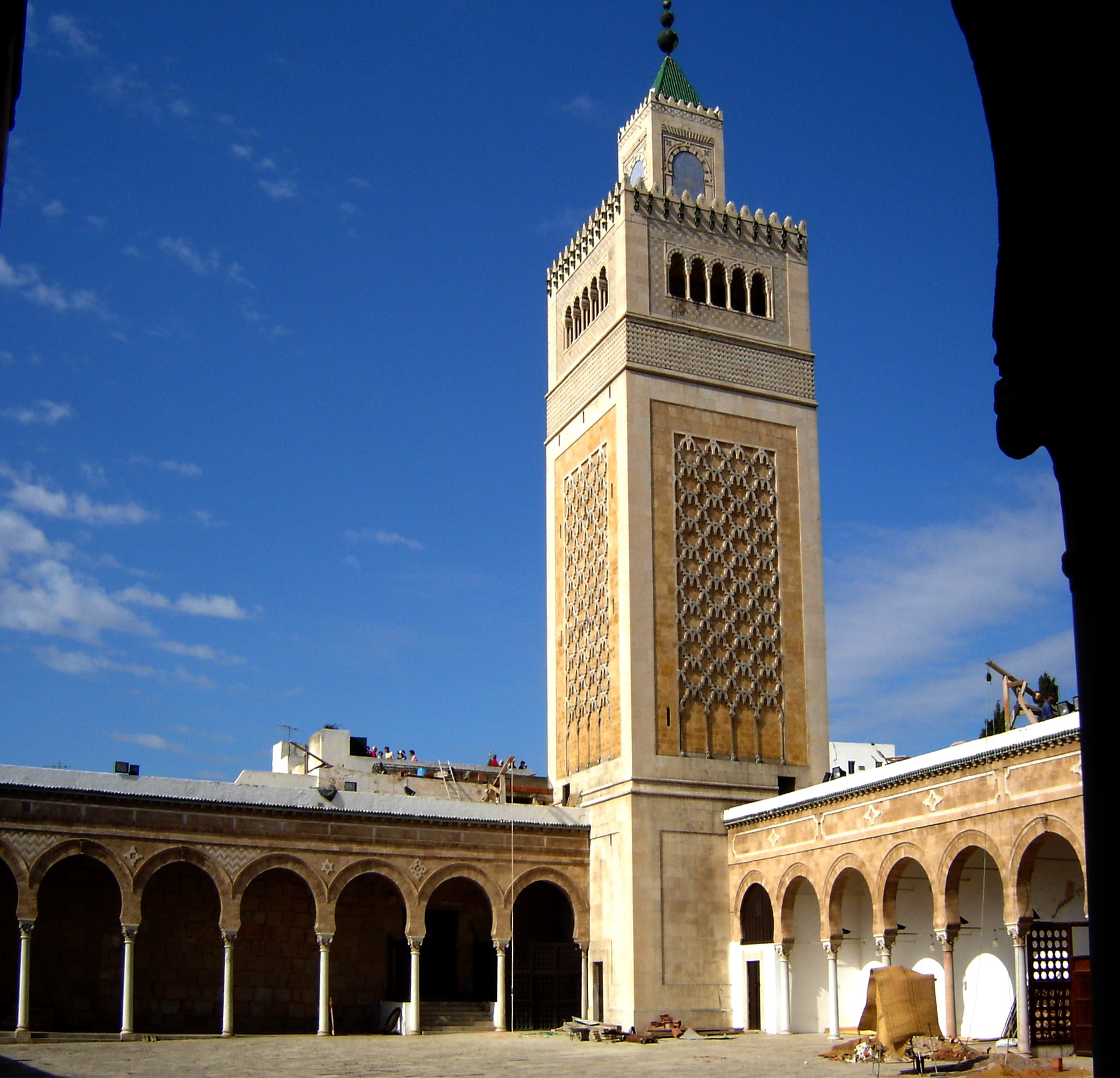
De Zitouna-moskee

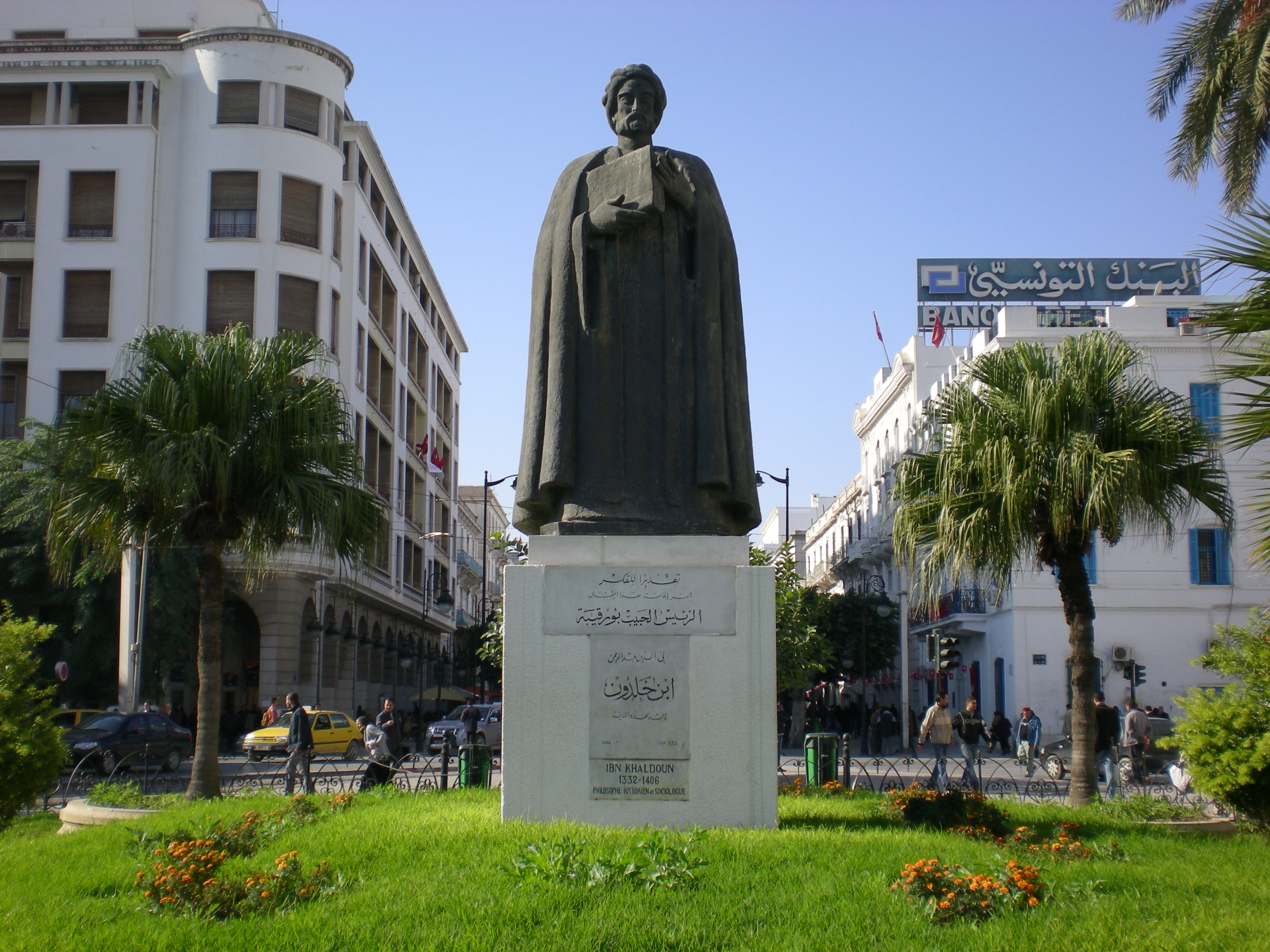
Standbeeld van Ibn Khaldun op het Onafhankelijkheidsplein

Tunis (Arabisch: تونس Toenoes of Toenis, is de hoofdstad en grootste stad van Tunesië. Ze ligt in het noorden van het land aan de baai van Tunis, onderdeel van de Middellandse Zee. Tunis is een universiteitsstad. De stad zonder omliggende agglomeratie telde 728.453 inwoners in 2004. Volgens de volkstelling van 2014 was dit aantal gegroeid tot 1.056.247.

## Geschiedenis
In het tweede millennium voor Christus ontstond hier een Berberse plaats genaamd Tunes. In de loop van de eeuwen zou ze een onderdeel worden van de Carthagen en later van Numidië. Gedurende de oudheid zou deze vestiging altijd in de schaduw blijven staan van het nabijgelegen Carthago.
Met de komst van de Arabische legers in de 7e eeuw, kreeg de stad enige mate van betekenis als havenstad. In de 11e eeuw wist ze als een van de weinige Tunesische steden, te ontsnappen aan de vernietigingen door de Banu Hilal. Van de 10e tot de 16e eeuw werd de stad geregeerd door een opeenvolging van Berberse dynastieën: de Ziriden, de Hammadiden, de Almohaden en de Hafsiden. Onder deze laatste twee, zou de stad uitgroeien tot een van de grootste en rijkste van de Islamitische wereld. Tot de 16e eeuw zou ze de hoofdstad zijn van het koninkrijk van de Hafsiden. Net als de rest van Tunesië, werd de stad in de 16e eeuw veroverd door de Ottomanen. Karel V neemt de stad in 1535 in samen met de Brusselse adel. Op 25 mei vertrekt hij uit Barcelona met een vloot met 30.000 man en 400 vaartuigen. Veteranen van de Amerikaanse Conquista en de fine fleur van de Nederlandse adel vergezellen hem: Hernan Cortés, de hertog van Alva, Hendrik van Nassau, Lamoraal van Egmond … Niet zoveel later arriveren in Brussel de eerste anjers. Ze worden aangeplant in de warande, het Egmont- en Nassaupaleis.

## Geografie en stadsbeeld
Tunis heeft zowel een deel dat heel westers aandoet in architectuur, als een oud stadsdeel, dat vaak de medina genoemd wordt. Sinds 1979 staat de medina van Tunis op de UNESCO-werelderfgoedlijst. In de soeks zijn vele ambachten vertegenwoordigd, zoals zadelmakers, parfumeurs, tapijthandelaren, koperslagers, juwelenhandelaren, pottenbakkers. Kenmerkend is een oriëntaals handelsleven met specifieke geuren, kreten en een breed palet van kleuren. Daar bovenuit steekt de 44 meter hoge minaret van de Zitouna-moskee die uit de 8e eeuw stamt. Tegenover het Dar Hoessein-paleis, dat het Nationaal Erfgoedinstituut huisvest, staan de El Ksar-moskee en de kasba. Niet alle moskeeën zijn toegankelijk voor niet-moslims. De Moorse stijlelementen zijn overheersend.
Het Victorieplein (Place de la Victoire) met de voormalige stadspoort Bab el Bhar (Porte de France) ligt op de grens tussen de oude stad (medina) en de nieuwe stad. De nieuwe stad werd in de 19e eeuw door de Fransen gecreëerd. De straten vormen een regelmatig patroon en de architectuur van de gebouwen oogt Europees. De hoofdas van de nieuwe stad is de meer dan 1,5 km lange Avenue Habib Bourguiba, met winkels, cafés en hotels. De Franse ambassade, het standbeeld van Ibn Ghaldoun en de Kathedraal van Sint-Vincent-de-Paul bevinden zich aan het begin van deze laan.
Op zo'n vier kilometer ten westen van het centrum, nabij het Belvedere-park, ligt het Bardomuseum. In de harem van het voormalige Bardo-paleis is een museum waar in 30 zalen een verzameling van onder andere Romeinse mozaïeken, modellen van ruïnes, Fenicische vondsten, en Romeinse sarcofagen is bijeengebracht.

### Carthago
Direct buiten Tunis liggen de restanten van het oude Carthago. Hier bevinden zich de resten van thermen, graven, een amfitheater en een aquaduct. De afgravingen liggen dicht bij zee. De warme bronnen van Antoninus Pius getuigen van de vroegere Romeinse aanwezigheid hier. Er bevindt zich ook een museum.

## Transport
Bij de stad ligt de internationale luchthaven Tunis-Carthage. Vanuit de haven zijn er regelmatige veerverbindingen naar Trapani op Sicilië, Genua, Palermo en Marseille.
Tunis wordt bediend door een netwerk van openbaar vervoer, waaronder bussen, een bovengrondse métro léger, evenals een regionale sneltramverbinding (de TGM) die het stadscentrum verbindt met de noordelijke buitenwijken. Treinen vertrekken vanaf Station Tunis.
De snelweg A1 verbindt Tunis met Sfax in het zuiden en de A3 met Oued Zarga in het zuidwesten; terwijl de A4 de verbinding is met Bizerte.

## Agglomeratie Tunis
Binnen de gemeentegrenzen van Tunis woonden in 2014 iets meer dan een miljoen mensen. In het grootstedelijk gebied, de agglomeratie Tunis, zijn dat er meer dan twee miljoen. Plaatsen in de agglomeratie met meer dan 30.000 inwoners zijn in de volgende tabel weergegeven:
| Naam                        | Aantal inwoners |
| --------------------------- | --------------- |
| Tunis                       | 1 056 247       |
| Douar Hicher                | 196 298         |
| Ariana                      | 114 486         |
| El Mourouj                  | 104 538         |
| La Marsa                    | 92 987          |
| Le Bardo                    | 71 961          |
| Oued Ellil                  | 69 317          |
| Mornag                      | 61 518          |
| Radès                       | 59 998          |
| La Goulette (Khalq-al-Wadi) | 45 711          |
| Hammam-Lif                  | 42 518          |
| Ben Arous                   | 31 128          |

## Bekende personen uit Tunis

### Geboren
- Ali Neffati (1895-1974), wielrenner
- Edgard Pisani (1918-2016), politicus van Franse afkomst
- Fouad Mebazaa (1933-2025), politicus
- Jean Vuarnet (1933-2017), Frans alpineskiër
- Sandra Milo (1933-2024), Italiaans actrice
- Georges Wolinski (1934-2015), Frans striptekenaar en cartoonist
- Phillip King (1934-2021), Brits beeldhouwer
- Claudia Cardinale (1938), Italiaans filmactrice
- Abdelwahab Meddeb (1946-2014), Frans schrijver, hoogleraar
- Ofer Lellouche (1947), Israëlisch schilder, graficus, beeldhouwer en videokunstenaar
- Bertrand Delanoë (1950), Frans socialistisch politicus
- Philippe Pozzo di Borgo (1951-2023), Frans zakenman en schrijver
- Brigitte Engerer (1952-2012), Frans pianiste
- Beatrijs Ritsema (1954-2023), Nederlands columniste en psychologe
- Corinne Allal (1955-2024), Israëlisch rockzangeres, componiste en muziekproducente
- Kais Saied (1958), president van Tunesië sinds 2019
- Abdellatif Kechiche (1960), acteur, filmregisseur en scenarioschrijver
- Ziad Tlemçani (1963), voetballer
- Riadh Bouazizi (1973), voetballer
- Radhi Jaïdi (1975), voetballer
- Marc Gicquel (1977), Frans tennisser
- Karim Saïdi (1983), voetballer
- Bassem Srarfi (1997), voetballer